# Virtus Pallacanestro Bologna 1961-1962

## Roster
Virtus Bologna 1961-62
- Achille Canna (capitano)
- Mario Alesini
- Nino Calebotta
- Paolo Conti
- Franco De Fanti
- Gianfranco Lombardi
- Paolo Magnoni
- Renzo Paoletti
- Corrado Pellanera
- Ettore Zuccheri

## Staff tecnico
- Allenatore:  Eduardo Kucharski
- Vice-allenatore:  Giuliano Battilani

## Risultati
- Serie A: 3ª classificata su 12 squadre (15-7)